# Amphineurus otagensis
Amphineurus otagensis là một loài ruồi trong họ Limoniidae. Chúng phân bố ở miền Australasia.